# Yacimiento petrolífero Vaca Muerta

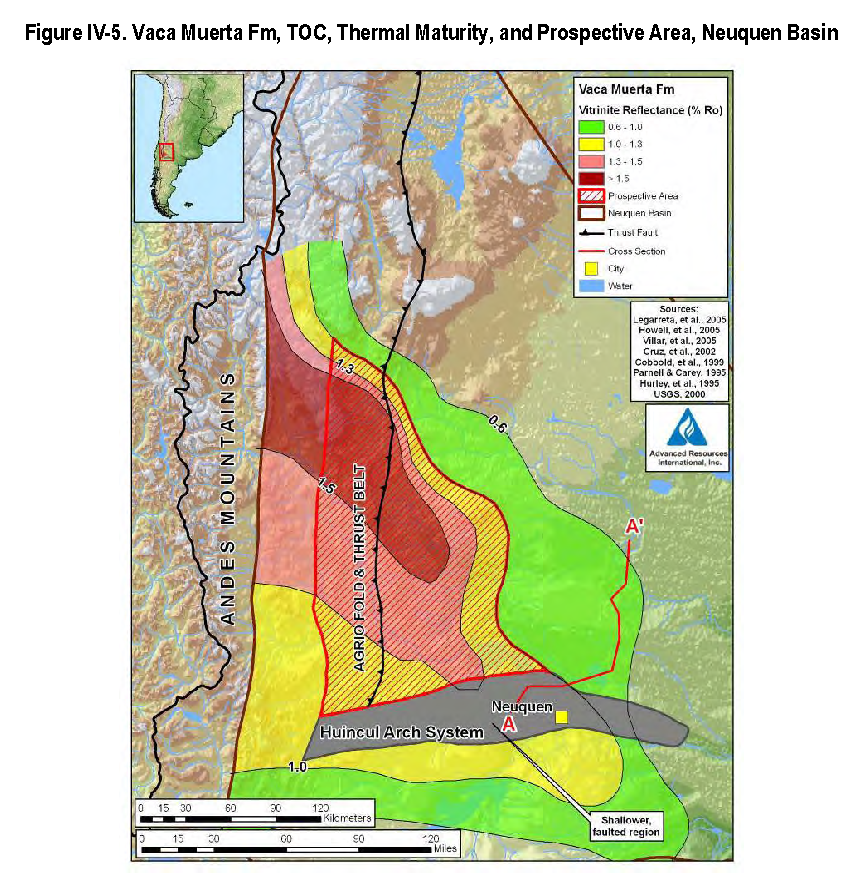
Madurez de la roca madre de hidrocarburos (Ro %) de Vaca Muerta. El alto basamento de Huincul se muestra en gris.

El yacimiento petrolífero Vaca Muerta, llamada solamente Vaca Muerta es una formación geológica de shale (petróleo de esquisto o shale oil y gas de lutita o shale gas) situado en la cuenca neuquina en las provincias de Neuquén, Río Negro, La Pampa y Mendoza, en la República Argentina. Es la segunda reserva de gas natural más grande del mundo y la cuarta de petróleo. 
La extensión del yacimiento es de 30.000 kilómetros cuadradosy se encuentra a profundidades que varían entre 2,500 y 3,500 metros. El desarrollo de Vaca Muerta es fundamental para el futuro energético de Argentina, ya que podría reducir la dependencia de importaciones energéticas y generar ingresos importantes por exportaciones.

## Descripción
Vaca Muerta es una formación de esquisto, un tipo de roca sedimentaria donde el petróleo y el gas están atrapados en pequeñas burbujas en la roca. Para extraerlos, es necesario emplear técnicas como la fracturación hidráulica (fracking) y la perforación horizontal.
La Formación Vaca Muerta tiene entre 60 y 520 metros de espesor, lo que permite en algunos casos el uso de perforación vertical, con lo que se reduce significativamente los costos de extracción y mejora la viabilidad económicamente para la extracción de estos recursos.
Charles Edwin Weaver describió la Formación Vaca Muerta presencia de una nueva roca generadora en las laderas de la sierra de la Vaca Muerta mientras realizaba estudios de campo para Standard Oil of California (actual Chevron). Dicha sierra está ubicada en el centro de la provincia del Neuquén, entre las localidades de Mariano Moreno y Las Lajas (departamento Picunches). En 1931, Weaver publicó sus descubrimientos, entre ellos, el que llamó Formación Vaca Muerta. 
Yacimientos Petrolíferos Fiscales (YPF) confirmó las investigaciones de Weaver en 2011. En noviembre de ese año se anunció que las reservas probadas del yacimiento podían estimarse en torno a 927 millones de barriles equivalentes de petróleo, de los cuales 741 millones corresponden a petróleo y el resto a gas. En febrero de 2012, YPF elevó la estimación de reservas a 22 500 millones de BEP (barril equivalente de petróleo). Según el informe de 2013 de la Agencia de Información Energética (EIA) las reservas alcanzan los 27 mil millones de barriles, lo que significa multiplicar por diez las actuales reservas de la Argentina. Dichas estimaciones le valieron a Argentina ser considerada el segundo reservorio mundial de shale gas (desplazando a Estados Unidos) y el cuarto de shale oil.

La producción de crudo en Neuquén comenzó a planificarse en 2013, debido principalmente a las inversiones de la estatal YPF. En 2013, se firma un convenio entre Chevron e YPF para la exploración y explotación no convencional en Vaca Muerta. En 2013 comenzaron un proyecto piloto, financiado por Chevron, que implicó una inversión de 1240 millones de dólares y la perforación de 161 pozos. Unos meses después se firmó un convenio que dispuso la perforación de 170 pozos más y una inversión conjunta de más de 1600 millones de dólares. El convenio con Chevron fue denunciado por políticos de la oposición debido a que contaba con cláusulas secretas, que luego se reveló que significaban la estabilidad fiscal “absoluta” y la posibilidad de girar ganancias al exterior. En 2013 también desembarcó Dow para explotar, también junto a YPF, el yacimiento El Orejano. Comenzaron con un proyecto piloto en shale gas que contaba con cuatro pozos.

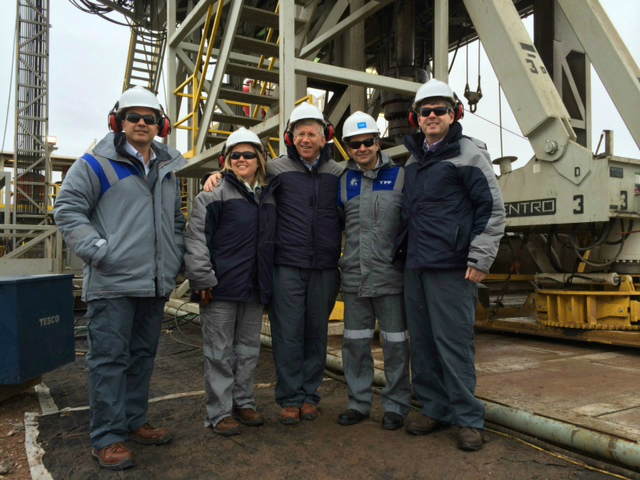
De izquierda a derecha: Kevin Maneffa, Gerente general, operaciones de Chevron-YPF; Paula Gant, Secretaria de Combustibles Fósiles, Departamento de Energía de los Estados Unidos; Daniel Poneman, Secretario, Departamento de Energía de los Estados Unidos; Miguel Galuccio, Presidente, YPF; Kevin Sullivan, Embajada de Estados Unidos. Foto tomada en 2014.

En 2014 la cantidad de petróleo producido en la cuenca neuquina comenzó a crecer. Se produjo el ingreso de nuevas petroleras, entre las que se cuentan la francesa Total, la estadounidense Exxon Mobil, la holandesa Shell y las canadienses Americas Petrogas y Madalena Energy. También comenzaron a trabajar petroleras de capitales nacionales como Pan American Energy (PAE), Pluspetrol y Tecpetrol (propiedad de Techint).
En 2019 se produjo un cambio de estrategia de la petroleras, que comenzaron a aumentar la producción de petróleo en detrimento del gas, debido a su mayor facilidad para ser transportado. Para suplir el problema del transporte de gas se dictó el decreto 465/2019 en julio de 2019 convocando a una licitación pública para adjudicar la construcción de un gasoducto desde la cuenca hasta el Gran Buenos Aires y el Litoral. En junio de 2019 se anunciaron inversiones de Shell por US$ 3000 millones y de ExxonMobil por 2000 millones en un plazo de 5 años. Rusia ha mostrado interés en la construcción de una vía férrea que conecte el yacimiento con el puerto de Bahía Blanca.
En agosto de 2019 el gobierno de Macri congeló los precios del petróleo crudo y los combustibles en el mercado interno debido a la crisis económica, lo que llevó a una paralización de las obras en Vaca Muerta.
En abril de 2020, el precio del barril de petróleo se desplomó a nivel mundial a mínimos históricos debido a la baja demanda causada por las restricciones a la movilidad en el marco de la pandemia de COVID-19. Esto llevó a la paralización de los trabajos en Vaca Muerta dado que la fractura hidráulica (fracking) requiere de un precio de barril alto para ser rentable. Estimaciones de 2017 para Estados Unidos hablaban de que se necesitaba un precio internacional de barril por encima de los 50 dólares. En abril de 2020 el gobierno fijó un valor mínimo del barril en el mercado local, mayor al valor internacional, para garantizar la actividad del sector. Esta medida continuó hasta noviembre, cuando se dio por finalizada dado el aumento en el valor internacional del barril.

## Críticas

### Impacto ambiental y social
Vaca Muerta ha recibido críticas debido a la contaminación producida por la técnica de fracking. Según el periodista Matías del Pozzi, del diario Río Negro, se producen más de dos derrames por día en la cuenca neuquina, lo que en cuatro años asciende a un total de 3368 derrames. La Secretaría de Ambiente de Neuquén, por su parte, ha contabilizado un total de 934 hechos de contaminación en los primeros 10 meses de 2018, 703 en 2017, 868 en 2016 y 863 en 2015. En octubre de 2018 se produjo uno de los mayores derrames de petróleo de la breve historia de Vaca Muerta en un área de entre 40 y 80 hectáreas cerca de Añelo, en un pozo propiedad de YPF y Schlumberger.
Un relevamiento del Enlace por la Justicia Energética y Socioambiental (integrado por Opsur y Taller Ecologista) mostró que entre marzo de 2014 y enero de 2018 hubo al menos catorce episodios de contaminación o problemas de seguridad: explosión de pozos, incendios con llamas de hasta 15 metros de altura, derrames en zonas de producción de peras, roturas de canales de riego y 240 mil litros de agua tóxica derramada sobre chacras, entre otros.
La Confederación Mapuche de Neuquén, organismos de derechos humanos y la Asociación de Abogados Ambientalistas presentaron una denuncia penal contra las empresas por violar la Ley de Residuos Peligrosos y por “abuso de autoridad e incumplimiento de los deberes de funcionario público” contra las autoridades ambientales de la provincia. El Comité de Derechos Económicos, Sociales y Culturales (DESC) de las Naciones Unidas emitió en octubre su “Cuarto Informe Periódico de Argentina”, donde remarcó los impactos negativos de Vaca Muerta y resaltó su preocupación sobre su incidencia en el clima mundial. “La explotación total de todas las reservas de gas de esquisto (de Vaca Muerta) consumiría un porcentaje significativo del presupuesto mundial de carbono para alcanzar el objetivo de un calentamiento de 1,5 grados, estipulado en el Acuerdo de París”, según el informe. Y además recomendó “reconsiderar la explotación a gran escala de combustibles fósiles no convencionales mediante el fracking en la región de Vaca Muerta” para garantizar el cumplimiento de los compromisos climáticos asumidos por el Estado argentino.

### Seguridad
Otra de las críticas principales hacia Vaca Muerta ha sido la referente a la seguridad de los trabajadores que se desempeñan allí. Entre 2018 y 2019 se produjo la muerte de 8 obreros en el yacimiento de Vaca Muerta. Estas muertes se debieron a accidentes laborales que incluyeron explosiones, ahogamientos y aplastamientos.